# سامسون استپانیان
سامسون میکائیلی استپانیان (ارمنی: Սամսոն Միքայելի Ստեփանյան؛  زادهٔ ۱۹ اوت ۱۹۵۹) کارگردان، بازیگر اهل ارمنستان است. وی از سال میلادی تاکنون مشغول فعالیت بوده‌است.

## زندگی‌نامه
وی در ۱۹ اوت ۱۹۵۹ در ایروان زاده شد و از آکادمی دولتی هنرهای زیبای ارمنستان فارغ‌التحصیل گشت. همچنین برندهٔ جوایزی همچون هنرمند افتخاری جمهوری ارمنستان (۲۰۱۷) شده است.

## گزیده فیلمشناسی
از فیلم‌ها یا برنامه‌های تلویزیونی که وی در آن نقش داشته است می‌توان به پادشاهان باستان  اشاره کرد.